# Retrato de un joven de perfil (Masaccio)
Retrato de un joven de perfil es un cuadro del pintor renacentista italiano Masaccio. Es un óleo sobre tabla, pintado hacia el año 1425. Mide 42 cm de alto y 32 cm de ancho. Se exhibe actualmente en la Galería Nacional de Arte de Washington D. C.
A principios del siglo XV el retrato de perfil, como en las medallas antiguas, era el tipo de retrato favorito en Italia, en parte porque los rasgos salientes podían delinearse con mayor precisión en una vista lateral. Así ocurre en este ejemplo, pues aunque es difícil de juzgar la expresión o el estado de ánimo de este aristócrata desconocido, al menos se tiene un registro exacto de su apariencia física.

## Análisis de la obra
Se muestra a un joven caballero pintado de perfil, usando chaperón y prendas finas. Este se encuentra serio y apático.
En esta época del primer renacimiento era común y gustoso hacer este tipo de retratos ya que se definían mejor las líneas de expresión y los detalles de la cara a diferencia de un retrato frontal. Se puede percibir que el joven es de clase acomodada; probablemente aristócrata.
- Datos: Q7232338
- Multimedia: Profile Portrait of a Young Man (1937.1.14) by Florentine 15th Century / Q7232338